# 中国国际广播电台达尔汗分台
中国国际广播电台达尔汗分台（英语：CRI Darhan）是中国国际广播电台在海外的广播分台之一，于2006年3月1日开播，是中国国际广播电台的第2个海外广播分台，办公室设于蒙古国达尔汗乌拉省达尔汗。目前每天播出18小时节目，通过FM 103.7MHz及网络广播播出节目，广播范围覆盖达尔汗地区。

## 历史
- 2006年3月1日 - 开播。

## 各语种播出时段
- 蒙古语：08:00-10:00，12:00-14:00，21:00-23:00
- 俄语：10:00-11:00，14:00-15:00，19:00-21:00，参见中国国际广播电台俄语广播
- 普通话：11:00-12:00，15:00-17:00，参见中国国际广播电台华语广播
- 英语：17:00-19:00，参见中国国际广播电台英语环球广播